# Jefferson-Walze

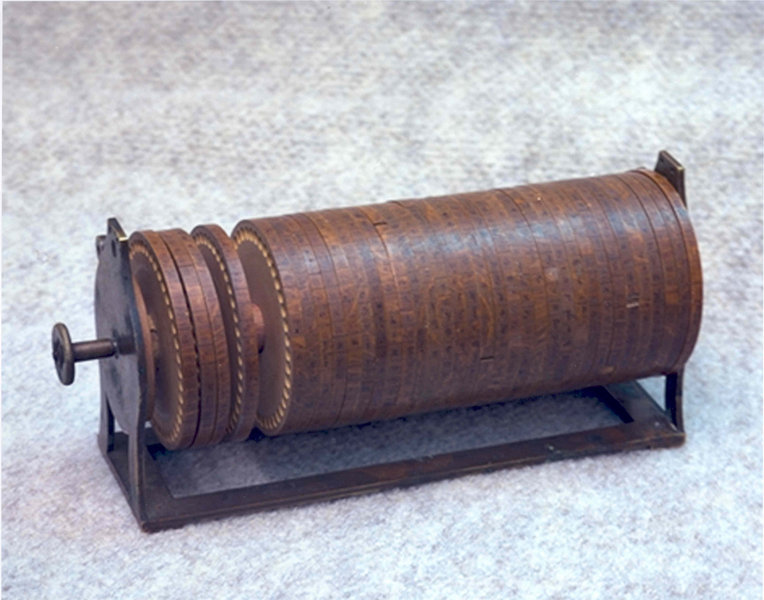
Jefferson-Walze

Die Jefferson-Walze (englisch Jefferson disk) ist ein Hilfsmittel zur Ver- und Entschlüsselung von Botschaften. Sie wurde um 1790 von Thomas Jefferson entwickelt. 
Der Chiffrierzylinder, hier als Chiffrenrad bezeichnet, ist ein 48 Millimeter dicker und 144 Millimeter langer Zylinder aus Holz. Er besteht aus 36 nummerierten Scheiben, die 4 Millimeter breit sind und deren Randflächen in 26 gleich große Abschnitte für die 26 Buchstaben aufgeteilt sind. Die Reihenfolge der Scheiben ist der entscheidend wichtige Schlüssel für die Ver- und Entschlüsselung und muss beim Sender und Empfänger identisch sein.
Der Text wird in einer Zeile eingestellt und die Walze arretiert. Die Scheiben zeigen 25 verschlüsselte Zeilen, aus denen der Sender eine als Geheimtext für die Übermittlung auswählen kann. Der Empfänger stellt die Scheiben seines Zylinders so ein, dass er die gleiche Buchstabenfolge wie die Geheimbotschaft in einer Zeile erhält. Unter den anderen 25 Zeilen befindet sich dann die Klarbotschaft, die aufgrund ihrer Lesbarkeit „ins Auge springt“.
Durch unterschiedliche Anordnungen der 26 Buchstaben des Alphabets gibt es
{\displaystyle 25!\approx 1.55\cdot 10^{25}}
mögliche unterschiedliche Scheiben. Sollte ein Unbefugter im Besitz der gleichen 36 Scheiben wie der Sender sein, so existieren zudem noch
{\displaystyle 36!\approx 4\cdot 10^{41}}
Möglichkeiten, diese anzuordnen. 
Die Jefferson-Walze war ihrer Zeit voraus, wurde jedoch weder von Jefferson selbst noch von den Streitkräften oder dem diplomatischen Korps jener Zeit genutzt. Erst rund 120 Jahre später wurde bei den US-Streitkräften eine Variante des Geräts eingeführt, der Chiffrierzylinder M‑94.